# Peter Pan (personage)

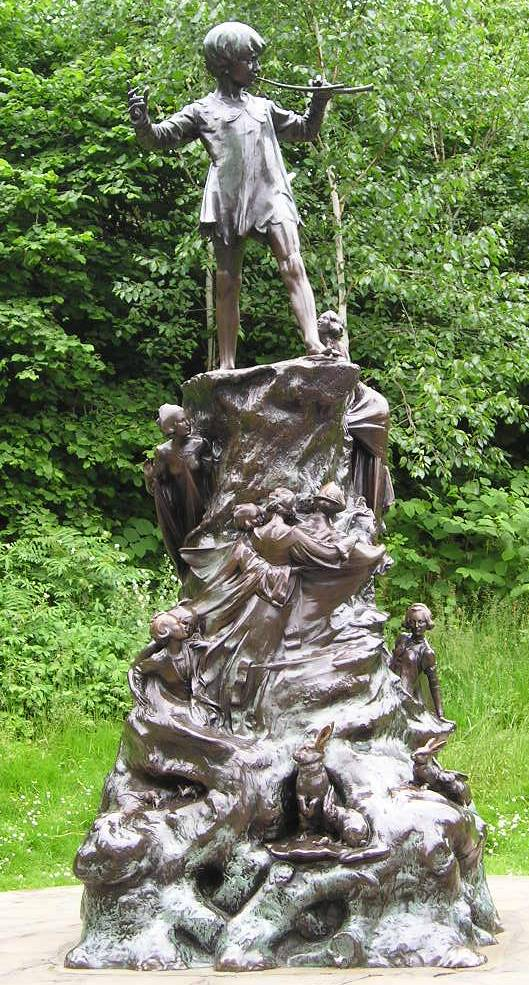
Het beeld van Peter Pan in Kensington Gardens

Peter Pan is een personage verzonnen door de Schotse schrijver J.M. Barrie (1860-1937). Hij werd voor het eerst opgevoerd in een hoofdstuk van het boek The Little White Bird uit 1902, vier jaar later herschreven tot het kinderboek Peter Pan in Kensington Gardens.
Peter Pan is echter vooral bekend van het avontuur waarin hij de Londense kinderen Wendy, Michiel en Jan Schat meeneemt naar Nooitgedachtland en het opneemt tegen de piraat kapitein Haak. Dit verhaal werd op 27 december 1904 in de vorm van een toneelstuk opgevoerd onder de titel Peter Pan, or The Boy Who Would Not Grow Up. De bekendste uitvoering is de Disneytekenfilm Peter Pan uit 1953 en zijn live-action-bewerking Peter Pan & Wendy uit 2023.
In navolging van dit succes van het toneelstuk uit 1904, voegde Barries uitgever Hodder & Stoughton de extra hoofdstukken 13 t/m 18 toe aan het boek The Little White Bird en bracht de uitgeverij in 1906 een vernieuwde uitgave van het boek op de markt onder de titel Peter Pan in Kensington Gardens, met illustraties van Arthur Rackham.
Het toneelstuk werd overgenomen en uitgebreid in de vorm van een boek, uitgebracht als Peter and Wendy in 1911.
Peter Pan komt in diverse andere boeken en films voor, waaronder Hook (1991), Return to Never Land (2002) en Finding Neverland (2004).
In 2006 verscheen een vierde boek over Peter Pan, getiteld Peter Pan in Scarlet, geschreven door Geraldine McCaughrean.

## Uiterlijk
Barrie beschreef Peter Pans gestalte nooit tot in detail. Zelfs in het boek Peter and Wendy (1911) liet hij alles aan de verbeelding van de lezer over. Barrie vertelt in Peter and Wendy dat Peter nog steeds zijn eerste tanden heeft. Hij beschrijft hem als een knappe jongen met een mooie glimlach, gekleed in bladeren en stronken van bomen. In het toneelstuk is Peter gekleed in bladeren en een spinnenweb, gemaakt van textiel. Zijn naam en het bespelen van een (blok)fluit of panfluit suggereert dat zijn naam is voortgekomen uit het mythische personage Pan.
Traditioneel werd het personage op het toneel gespeeld door een vrouw. In de oorspronkelijke productie in Groot-Brittannië was Peter Pan gekleed in een rode tuniek met een donkergroene maillot, zoals gedragen door Nina Boucicault in 1904 en door Pauline Chase tussen 1906 en 1913, tegenwoordig te bezichtigen in het Museum of London. In vroege bewerkingen van het verhaal is er sprake van rode kledij, maar vanaf 1920 werd vaker groene kleding (al of niet van bladeren) gedragen en na het uitkomen van de Disneytekenfilm gebeurde dat nog vaker.
In de Disneyfilms draagt Peter een tuniek van getint groen en een broek gemaakt van textiel en daarbij een hoed met rode veer. Hij heeft gepunte elfachtige oren, bruine ogen en zijn haar is donkerrood. In de film uit 2003 wordt hij neergezet door Jeremy Sumpter. Hij heeft blond haar en blauwe ogen, zijn kleding is gemaakt van bladeren en stronken. In de film Hook (1991) wordt Peter neergezet als een volwassen man (door Robin Williams) met blauwe ogen en donkerbruin haar, maar in terugblikken op zijn jeugd heeft hij lichtbruin haar. In deze film heeft hij alleen puntige oren in de gedaante van Peter Pan, niet als Peter Banning – zijn kleding lijkt hetzelfde als in de Disneyversie (op de hoed na).

## Leeftijd
De jongen die nooit wilde opgroeien is misschien gebaseerd op J.M. Barries oudere broer, die een dag voor zijn veertiende verjaardag overleed door een schaatsongeluk en daardoor altijd in zijn moeders herinnering een jonge jongen zou blijven.
Het personage van de jongen die niet wilde opgroeien verscheen in vele leeftijdsgedaanten:
- In het oorspronkelijke boek The Little White Bird was de jongen maar zeven dagen oud.
- Hoewel zijn leeftijd in Barries toneelstuk (1904) en boek (1911) niet bekend wordt gemaakt, wordt hij al veel ouder geschat. Uit het boek blijkt wel dat hij al zijn melktanden nog heeft.
- Het model dat Barrie voor ogen had voor het standbeeld van Peter Pan in Kensington Gardens uit 1912 was gebaseerd op foto's van Michael Llewelyn Davies op zesjarige leeftijd.
- In vroege tekeningen van Peter Pan lijkt de jongen eveneens zes jaar of misschien iets ouder te zijn.
- In de Disneyversie uit 1953, en ook in het vervolg daarop uit 2002, lijkt Peter in zijn latere kinderjaren te zitten, tussen de 10 en 13 jaar. De acteur die in 1953 Peter Pans stem insprak was de toen 15-jarige Bobby Driscoll.
- In de film uit 2003 was Jeremy Sumpter (die Peter Pan speelde) 13 jaar toen de opnamen begonnen. Aan het eind was hij 14 jaar en inmiddels enkele centimeters gegroeid.